# Язык без категории времени
В лингвистике язык без времени — это язык, в котором нет грамматической категории времени: прошедшего, настоящего, будущего времени и т. д. Такие языки могут ссылаться на время или временные промежутки, но делают это через лексические средства, такие как: слова, указывающие на моменты времени (вчера, сегодня, год назад), наречия, глаголы, комбинацию вида и модальности. Примерами таких языков являются бирманский, дирбал, китайский, малайский (включая индонезийский), и, согласно некоторым теориям, гренландский и гуарани.

## Китайский язык
В китайском языке глаголы не изменяются по временам, как в русском: «ходил, хожу, буду ходить». Вместо изменения глаголов по временами в китайском языке для указания на время, в котором произошло событие, используют специальные слова, например, «сегодня», «завтра», «на прошлой неделе»:
明天我去北京。- Míng tiān wǒ qù běi jīng.
Завтра день я уехать Пекин (дословный перевод)
Завтра я уеду в Пекин. (литературный перевод)
С другой стороны, употребление неизменяемых по временам глаголов в очень коротких предложениях, которые лишены контекста, в большинстве случаев приводит к недопониманию между говорящими. Так, если не указать ни времени, ни других глагольных меток (завершённости, незавершённости, действительности, длительности, ограниченности по времени и т. д.), нижеприведённое предложение можно толковать по-разному:
我去北京。- Wǒ qù běi jīng.
я уехать Пекин (дословный перевод)
1. Я обычно езжу в Пекин. (литературный перевод)
2. Я ездил в Пекин. (литературный перевод)
3. Я иду в Пекин. (литературный перевод)

В таких многозначных случаях по умолчанию чаще всего принимается первый вариант перевода — так называемое «привычное (действие в привычке у говорящего) толкование не отмеченных глаголов».

## Гренландский язык
Будущее время в гренландском языке не маркируется; для выражения значения будущности используется три стратегии.
- Суффиксы, выражающие когнитивное состояние, направленное на будущие действия:

Ilimaga-ara aasaq manna Dudley qujanar-tor-si-ffigi-ssa-llugu
ожидать-I/3p/IND лето это Дадли быть.весёлым-cn-получать.от-ожидать-CONTEMPORATIVE/3p
«Я собираюсь повеселиться с Дадли этим летом».
- Начинательные суффиксы, благодаря которым предельные глаголы в изъявительном наклонении могут нести значение уже начавшихся действий:

Aggiuti-ler-para
приносить-начинать-I/3p/IND
«Я начал(а) приносить это».
- Наклонения, маркирующие глагол значением пожелания или просьбы:

Qimmi-t nirukkar-niar-nigik
собака-PL кормить-пожалуйста-мы/их/IMP
«Позволь нам покормить собак, пожалуйста».